# Krystalbjergenes Nationalpark
Krystalbjergenes Nationalpark (fransk: Parc National des Monts de Cristal) er en dobbeltpark og en af Gabons 13 nationalparker. Den ligger i Krystalbjergene på vestsiden af Woleu-Ntem-plateauet, mellem Ækvatorialguinea og Ogoouéfloden. Tvillingparkerne, Mbe Nationalpark og Mt. Sene Nationalpark, blev etableret den 4. september 2002 på grund af deres usædvanligt høje plantebiodiversitet og som en del af et tidligere pleistocæn regnskovsrefugium.
Nationalparken er hjemsted for mange dyrearter såsom elefanter, aber, og hundredvis af arter af sommerfugle kan findes her, hvoraf nogle er meget sjældne, såsom euphaedra brevis, cymothoe eller graphium angrier.